# 鈴木杏
鈴木杏（日语：／ Suzuki An，1987年4月27日—），出生於日本東京，日本女性配音員、演員，外祖父為美國人。2006年从東京堀越高等學校畢業，高中三年与长泽雅美同班。2006年4月份进入和光大學现代人类学就读。洋名為Anne（安妮），在英語和日語裡發音與杏相同。愛稱是杏子（あんこ）。

## 演出

### 電視劇
- 《金田一少年事件簿(2)》／NTV ／都築瑞穂
- 《青鳥》／TBS／詩織
- 《鬼魅小夜子》／NHK G ／潮田玲
- 《愛神亂配對》／KTV ／艾莉
- 《金田一少年事件簿ⅡSP》／NTV ／七瀨美雪
- 《金田一少年事件簿Ⅱ》／NTV ／七瀨美雪
- 《心理醫恭介》／NTV ／いづみ
- 《Stand UP!!》／TBS ／大和田千繪
- 《一起加油吧》／KTV ／篠村悦子
- 《Room Of King》／CX ／浅田朝子
- 《遥远的羁绊》／NHK G ／城戸久枝(城戶久枝)
- 《神聖怪物們》／朝日電視台 ／有馬三惠
- 《跟拍到你家》／東京電視台 ／清野智子
- 《怎麼辦家康》／NHK G ／初
- 《小鎮星熱點》／NTV ／中村葉月

### 電影作品
- 《回歸者》（リターナー）
- 《青之炎》（青の炎）
- 《花與愛麗絲》（花とアリス）
- 《頭文字D》（イニシャルD）饰 茂木夏树
- 《導演萬歲！》（監督・ばんざい!）
- 《月光游俠》（MOON CHILD）
- 《打機王》（ジュブナイル）
- 《多田便利屋》（まほろ駅前多田便利軒）
- 《輕蔑》（THE EGOISTS）
- 《再見溪谷》（さよなら渓谷）

### 劇場版動畫
2004年
- 蒸氣男孩（詹姆斯·雷·史提姆）

2015年
- 花與愛麗絲之殺人事件（荒井花〈花〉）

## 得獎紀錄
- 「第15 回 アカデミー賞=日劇學院賞 1997-12-19 」 最佳新人 (青鳥)
- 「第26 回 日本アカデミー賞=日本電影金像獎 2002 」 最佳新人 (回歸者)
- 「第26 回 日本アカデミー賞=日本電影金像獎 2002 」 最佳話題(演員)

## 外部連結
- 鈴木杏的Instagram帳戶
- 鈴木杏的X（前Twitter）
- http://ameblo.jp/anne-al/ （页面存档备份，存于） 鈴木杏官方Blog
- Foster經紀公司網站

1. ↑  .   [2015-07-21]. （原始内容存档于2021-05-05）.
2. ↑  .   [2015-07-21]. （原始内容存档于2015-07-05）.